# منتخب ويلز لكرة السلة للسيدات
منتخب ويلز لكرة السلة للسيدات  هو ممثل ويلز الرسمي في المنافسات الدولية في كرة السلة للسيدات
.